# 城西大学水田美術館
城西大学水田美術館（じょうさいだいがくみずたびじゅつかん）は埼玉県坂戸市にある城西大学内に設立された大学美術館である。
城西大学の系列校である城西国際大学にも同名の美術館が設置されている。

## 概要
城西大学水田美術館は当初、1979年3月に同大学内の水田記念図書館の8階に創立された。水田美術館は1977年4月に本大学に寄贈された、大学創立者であった水田三喜男が生前収集した浮世絵約200点ほどを収蔵、展示公開するために開設された。その後、2011年11月に新たに大学構内に水田美術館が設立され、現在にいたる。主要な作家の作品を多く含んでおり、菱川師宣、鳥居清倍、鳥居清重、二代目鳥居清倍、二代目鳥居清信ら初期浮世絵版画から西村重長、石川豊信、磯田湖龍斎、一筆斎文調、勝川春章、北尾重政、勝川春英、勝川春好、鳥居清長、喜多川歌麿、東洲斎写楽、鳥文斎栄之、鳥園斎栄深、歌川豊国、歌川豊広、歌川国政、葛飾北斎、菊川英山、月岡芳年、東洲勝月といった明治期の錦絵及び土佐光起の初期肉筆浮世絵や菱川師宣、英一蝶、田村水鷗、小川破笠、梅祐軒勝信、小川詮茂、懐月堂安度、宮川長春、川又常正、石川豊信、大久保巨川、宮川春水、勝川春章、円山応挙、喜多川歌麿、窪俊満、北斎、歌川広重、吉原真龍、2代目歌川広重、北野恒富、池田輝方、池田蕉園、山川秀峰、伊東深水の肉筆浮世絵を所蔵している。特に写楽の錦絵を9点所蔵している点は特筆に値する。

## 収蔵品

### 浮世絵版画
- 無款（菱川師宣） 『延宝三年市村竹之丞役者付』 大判 墨摺絵
- 鳥居清倍  『太夫と二人の禿』 竪大々判 丹絵
- 鳥居清重  『二代目市川団十郎の不破伴左衛門と大谷広次の山名入道』 細判 漆絵
- 二代目鳥居清倍  『瀬川菊次郎』 細判 漆絵
- 二代目鳥居清倍  『瀬川菊次郎四季のおどり』 細判 漆絵
- 二代目鳥居清信  『四代目市村竹之丞のわん久と瀬川菊之丞のまつしま』 細判 漆絵
- 二代目鳥居清信  『二代目市川団十郎の渡辺綱』 細判 漆絵
- 二代目鳥居清信  『坂東彦三郎と沢村宗十郎』 細判 漆絵
- 西村重長  『そて崎いせの』 細判 漆絵
- 西村重長  『掛物三幅対 右 現の遊』 細判 紅摺絵
- 西村重長  『掛物三幅対 中 現の遊』 細判 紅摺絵
- 石川豊信  『関羽と遊女』 幅広柱絵 紅絵
- 石川豊信  『二代目中村七三郎と佐野川市松』 竪大判 紅摺絵
- 磯田湖龍斎  『明烏』 柱絵判 錦絵
- 磯田湖龍斎  『見立釣狐』 柱絵判 錦絵
- 一筆斎文調  『山下八百蔵』 細判 錦絵
- 勝川春章  『四代目松本幸四郎の浅間左衛門照政』 細判 錦絵
- 勝川春章  『三代目瀬川菊之丞』 細判 錦絵
- 北尾重政  『浮世六玉川 第五 陸奥 能因』 細判 錦絵
- 勝川春好  『二代目坂東三津五郎の白酒売』 細判 錦絵
- 勝川春英  『人形を遣う浅尾為十郎』 細判 錦絵
- 鳥居清長  『風俗東之錦 凧の糸』 大錦
- 喜多川歌麿  『山東京伝遊宴』 大判3枚続 錦絵
- 東洲斎写楽  『二代目瀬川富三郎の大岸蔵人の妻やどり木』 大錦
- 東洲斎写楽  『嵐龍蔵の金貸石部金吉』 大錦
- 東洲斎写楽  『松本米三郎のけはい坂の少将実はしのぶ』 大錦
- 東洲斎写楽  『四代目岩井半四郎の乳人重の井』 大錦
- 東洲斎写楽  『谷村虎蔵の鷲塚弥平次』 大錦
- 東洲斎写楽  『岩井喜代太郎の鷺坂左内妻藤波と坂東善次の鷲塚官太夫の妻小笹』 大錦
- 東洲斎写楽  『三代目瀬川菊之丞の傾城かつらぎ』 細判 錦絵
- 東洲斎写楽  『嵐龍蔵の奴浮世又平』 細判 錦絵
- 東洲斎写楽  『八代目森田勘弥の由良兵庫之介信忠』 細判 錦絵
- 鳥文斎栄之  『略六花撰 喜撰法師』 大錦
- 鳥文斎栄之  『難波屋店先』 柱絵判 錦絵
- 鳥園斎栄深  『鷹匠』 大錦
- 歌川豊国  『風流七小町略姿絵 あふむこまち』 大錦
- 歌川豊広  『南楼名妓』 大錦
- 歌川国政  『三代目市川八百蔵の梅王丸』 大錦
- 葛飾北斎  『詩哥写真鏡 少年行』 長大判  錦絵
- 葛飾北斎  『詩哥写真鏡 春道のつらき』 長大判  錦絵
- 菊川英山  『志なのや美人』 大判竪2枚続 錦絵
- 菊川英山  『風流狐けん』 大判3枚続 錦絵
- 月岡芳年  『風俗三十二相』 目録共33枚揃 大錦
- 東洲勝月  『国会議事堂之図』 大判3枚続 錦絵

### 肉筆浮世絵
- 土佐光起  「源氏物語 螢の巻」 紙本着色 額1面 ※初期肉筆浮世絵
- 菱川師宣  「虫籠美人図」 絹本着色  横1幅
- 菱川師宣  「見立石山寺紫式部図」 絹本着色  横1幅
- 菱川師宣  「髪梳図」 絹本着色  横1幅
- 無款  「大津絵 鬼の念仏図」 紙本着色 竪1幅
- 英一蝶  「加茂競馬図屏風」 紙本着色 六曲一双
- 英一蝶  「大名火消絵巻」 紙本着色 2巻
- 英一蝶  「扇面役者肖像図」 紙本着色 扇面
- 田村水鷗  「鉢の木図」 紙本着色 横1幅
- 小川破笠  「弁財天図」 紙本着色 竪1幅
- 無款（鳥居清倍） 「楼上遊宴図」紙本着色 横1幅
- 梅祐軒勝信  「煙管持つ蚊帳美人図」 絹本着色 横1幅
- 小川詮茂  「髪直し美人図」紙本着色 竪1幅
- 懐月堂安度  「太夫と禿図」紙本着色 竪1幅
- 宮川長春  「見立業平東下り図」 絹本着色 横1幅
- 川又常正  「源氏物語 女三の宮図」 絹本着色 竪1幅
- 石川豊信  「美人読書図」紙本着色 横1幅
- 大久保巨川  「王昭君図」絹本着色 竪1幅
- 勝川春章  「美人愛猫愛犬図」絹本着色 竪1幅
- 宮川春水  「太夫と禿図」 絹本着色 竪1幅
- 円山応挙  「梅の枝を持つ立美人図」 絹本着色 竪1幅
- 喜多川歌麿  「太夫と禿図」 絹本着色 竪1幅 66.7×31.5cm
- 窪俊満  「お福図」 絹本着色 竪1幅 92.0×32.2cm
- 葛飾北斎  「化粧美人図」絹本着色 竪1幅 95.7×33.2cm
- 歌川広重  「不二川の図」 絹本着色 短冊1幅 32.7×5.2cm
- 吉原真龍  「夏姿美人図」 絹本着色 竪1幅 94.6×35.1cm
- 吉原真龍  「美人立姿図」 絹本着色 竪1幅 98.0×40.4cm
- 2代目歌川広重  「待乳山雪景図」 紙本着色 額1面 49.5×80.0cm
- 北野恒富  「納涼美人図」 絹本着色 額1面 98.5×48.9cm
- 池田輝方・池田蕉園  「若衆紅葉狩図」(輝方、左幅) ・「桜下美人図」(蕉園・右幅)  絹本着色 竪双幅 各118.8×32.1cm
- 山川秀峰  「弥生」 美人画 絹本着色 額1面 51.0×55.5cm
- 伊東深水  「姿見」 美人画 絹本着色 額1面 48.0×57.1cm